# فرنك موناكو
 كان الفرنك (أيزو 4217: MCF) العملة الرسمية لإمارة موناكو حتى عام 1995 (1996 قانونيا)، عندها تغير إلى الفرنك الفرنسي. تم تقسيم الفرنك إلى 100 سنتيم أو 10 عشرية. وقد تم تداول فرنك موناكو إلى جانب الفرنك الفرنسي بنفس القيمة. ومثل الفرنك الفرنسي، أعيد تقييم فرنك موناكو في عام 1960 بمعدل 100 فرنك قديم = 1 فرنك جديد. وقد كان سعر الصرف الرسمي بين اليورو والفرنك 6.55957 مقابل 1 يورو.
أصبحت، عملات فرنك موناكو المعدنية لها قيمة عددية فقط، بما في ذلك فلورز دي كوينز، أو عملات شبيهة بالدليل. وقد انتهت فترة تبادل العملات المعدنية باليورو.
كان فرنك موناكو عملة قانونية في موناكو وفرنسا، وأندورا.

## عملات معدنية
صدرت العملات المعدنية العشرية الأولى في موناكو في عامي 1837 و1838 بفئات 5 سنتيم و1 سنت و5 فرنكات. تم سك 5 سنتات و1 decime في كل من النحاس والنحاس الأصفر، وكانوا بنفس حجم العملات الفرنسية السابقة (لم تكن فرنسا تسبك هذه الفئات في ذلك الوقت) بينما تطابق الفرنكات الخمسة العملة الفرنسية. ولم تصدر أي إصدارات أخرى حتى عام 1882، منذ إصدار العملات الذهبية بقيمة 100 فرنك حتى عام 1904.
بين عامي 1924 و1926، تم إصدار عملات من الألومنيوم - البرونز شملت: 50 سنتًا، و1 و 2 فرنك من نفس حجم العملات الفرنسية. وفي عام 1943، تم إدخال الألومنيوم 1 و2 فرنك متبوعًا بإصدارات الألمنيوم والبرونز في عام 1945، إلى جانب الألومنيوم لعملة 5 فرنكات. في عام 1946، تم تقديم عملة من النيكل النحاسي 10 فرنك، متبوعًا بـ 20 فرنكًا في عام 1947، وهي عملة لم يكن هناك مقابل فرنسي لها.
وفي عام 1950، تم إصدار عملات من الألمنيوم والبرونز شملت: 10 و20 و50 فرنك ومن كوبيل-النيكل 100 فرنك، مع تخفيض حجم الفرنك فئة 100 ليتناسب مع العملة الفرنسية في عام 1956.
عندما أعيد تقييم الفرنك في عام 1960، أصدر فرنك موناكو فرنك النيكل 1 والفضة 5 فرنك. وفي عام 1962، تم إضافة النقود 10، و20 برونزية الألومنيوم و50 سنتيم، تليها عملات فرنك النيكل في عام 1965، 5 فرنك في عام 1971، والنيكل والنحاس 10 فرنك في عام 1974، الفولاذ المقاوم للصدأ 1 سنتيم والألومنيوم البرونزي 5 سنتيم عام 1976 و10 فرنكات معدنية ثنائية عام 1989، و20 فرنكا معدنية ثلاثية 1992، على التوالي. تتطابق جميع هذه العملات مع أحجام وتركيبات العملات الفرنسية المقابلة لها.

## الأوراق النقدية
العملات الورقية الوحيدة لـ فرنك موناكو كانت بتاريخ 20 مارس 1920. وكان هناك إصدار طارئ أولي من 25 و50 سنتًا و1 فرنك في 28 أبريل 1920، تبعه إصدار ثان من 25 سنتًا و1 فرنك مع تخطيط ألوان مختلف. وتتوفر الأوراق البنفسجيّة التي تبلغ 25 سنتًا مع النقش أو بدون النقش، الذي تم استخدامه للتحقق من صحة الأوراق النقدية، ولكن سرعان ما توقفت العملية كتدبير لخفض التكاليف. تحتوي النقوش المنقوشة على درع متوج مع نمط ماسي في المنتصف، محاط بالنص "Principauté de Monaco"، وهي متوفرة بدوائر من قطرين مختلفين.